# Alloeocarpa bigyna
Alloeocarpa bigyna är en sjöpungsart som beskrevs av Monniot 1978. Alloeocarpa bigyna ingår i släktet Alloeocarpa och familjen Styelidae.
Artens utbredningsområde är Södra Ishavet. Inga underarter finns listade i Catalogue of Life.